# James Raphael Anaparambil
James Raphael Anaparambil (* 7. März 1962 in Kandakadavu, Kerala) ist ein indischer Geistlicher und römisch-katholischer Bischof von Alleppey.

## Leben
James Raphael Anaparambil besuchte die St. Mary’s High School in Chellanam und später das Kleine Seminar in Alleppey. Anschließend studierte er Philosophie und Katholische Theologie am Priesterseminar in Alwaye. Am 17. Dezember 1986 empfing er durch den Bischof von Alleppey, Peter Michael Chenaparampil, das Sakrament der Priesterweihe.
Anaparambil war zunächst als Kaplan in der Pfarrei St. Thomas in Thumply (1986–1987) und an der Mount Carmel Cathedral in Alleppey (1987–1988) tätig, bevor er 1989 Prokurator und Präfekt am Kleinen Seminar Sacred Heart in Maithara wurde. 1993 wurde James Raphael Anaparambil für weiterführende Studien nach Rom entsandt, wo er 1998 an der Päpstlichen Universität Urbaniana mit der Arbeit A prophet against imperial boasting and trade: Ezekiel 28, 1–10.11–19 („Ein Prophet gegen kaiserliche Prahlerei und Handel: Ezechiel 28, 1–10.11–19“) im Fach Biblische Theologie promoviert wurde. Ferner erwarb er an der Päpstlichen Universität Gregoriana einen Master im Fach Judaistik. Nach der Rückkehr in seine Heimat lehrte Anaparambil Biblische Theologie und Hebräisch am Päpstlichen Priesterseminar St. Joseph in Aluva, dessen Regens er von 2009 bis 2011 war. Zudem wirkte er als Direktor des Berufungspastoral-Zentrums von Kerala. 2014 wurde James Raphael Anaparambil Generalvikar für die Bereiche Klerus, Ordensleute und Seminaristen. Ab 2016 war er als Beauftragter für die Revision der Malayalam-Bibelübersetzung am Pastoralzentrum in Ernakulam tätig und lehrte erneut am Päpstlichen Priesterseminar St. Joseph in Aluva. Außerdem gehörte Anaparambil dem Konsultorenkollegium des Bistums Alleppey an.
Am 7. Dezember 2017 ernannte ihn Papst Franziskus zum Koadjutorbischof von Alleppey. Der Bischof von Alleppey, Stephen Athipozhiyil, spendete ihm am 11. Februar 2018 in der Basilika St. Andreas in Arthunkal die Bischofsweihe; Mitkonsekratoren waren der Bischof von Cochin, Joseph Kariyil, und der Bischof von Quilon, Stanley Roman.
James Raphael Anaparambil wurde am 11. Oktober 2019 in Nachfolge von Stephen Athipozhiyil, dessen aus Altersgründen vorgebrachtes Rücktrittsgesuch am selben Tag angenommen worden war, Bischof von Alleppey.

## Schriften
- A prophet against imperial boasting and trade: Ezekiel 28, 1–10.11–19. Pontificia Universitas Urbaniana, Rom 1998, OCLC 1100145731.
- Culture and hermeneutics (= Living word. Band 107,3). Pontifical Institute, Alwaye 2001, OCLC 175159694.